# 雅各一世 (摩納哥)
雅各一世（法語：Jacques Ier de Monaco，1689年11月21日—1751年4月23日），1731年至1733年在位为摩納哥親王，1716年至1733年在位为瓦伦蒂诺公爵及托里尼伯爵。他的妻子路易絲-希波莉特是摩纳哥历史上唯一一位摩纳哥女亲王，在其妻子在位期间雅各一直担任他妻子的摄政王。1733年11月7日退位后，居于凡尔赛宫。

## 家庭
1715年，雅各與路易絲-希波莉特結婚，兩人共有2子1女：
1. 夏洛特（英语：Charlotte of Monaco (1719 – 1790)）（1719年—1790年）
2. 奧諾雷（1720年—1795年）
3. 查理-莫里斯（法语：Charles-Maurice de Monaco）（1727年—1798年）